# Biserici și creștini antitrinitarieni

## Trinitarianism
Pentru mai multe detalii, vedeți Trinitarianism.

### Ebioniții
Pentru mai multe detalii, vedeți Ebioniți.
Ebioniții (63/135 – 500 d.H.), o ramură iudaizantă a creștinismului nu susținea divinitatea lui Cristos, și-l considera pe apostolul Pavel ca fiind un apostat. Ebioniții au fost membrii unei secte ascetice de evrei creștini; îi cuprindea pe nazarineni și pe elkasiți. 
Numele le provine din cuvântul ebraic „ebionim”, care înseamnǎ „sǎrac”. Ne-au parvenit puține informații istorice despre acest grup. Se știe cǎ s-au fixat în Cisiordania, la Pella, au ajuns în Siria, iar apoi în Asia Micǎ și în Egipt. Au existat până în sec. IV d.H. Ebioniții credeau într-un singur Dumnezeu și susțineau cǎ Isus Cristos a fost Mesia, profetul din Deut. 18:15. Însă ei au respins preexistența Fiului, nașterea din fecioarǎ a lui Cristos prin Duhul Sfânt, susținând cǎ Isus a fost fiul natural al Mariei și al lui Iosif. Ei au respins epistolele lui Pavel considerându-l pe Pavel un apostat al legii.

### Monarhismul dinamic
Pentru mai multe detalii, vedeți Adopțianism.
Monarhismul dinamic (adopțianismul), susținut de teologia lui Teodot din Bizanț (sec. II), care susținea că Isus a fost Dumnezeu până la întrupare, apoi a redevenit Dumnezeu la înviere, la botezul Său a fost adoptat ca Fiu al lui Dumnezeu. Un alt susținător al acestei teologii a fost Paul de Samosta, care susținea că Logosul divin s-a unit la botez cu omul Isus.

### Monarhismul modalist
Pentru mai multe detalii, vedeți Modalism.
Monarhismul modalist (numit și sabelianism), susținut de Noet și Sabelius din Roma, care spuneau că Tatăl, Fiul și Duhul Sfânt sunt trei moduri de existență a lui Dumnezeu, o singură persoană în trei manifestări.

### Subordinațianismul
Subordinațianismul (subordonarea Logosului față de Tatăl), susținut de Origen (cca. 185-254), care socotea că Fiul este o imagine sau o reflectare a Tatălui, totuși el a inventat probabil, co-eternitatea Fiului, susținând teoria ‚nașterii veșnice a Fiului din Tatăl’.

### Binitarianismul
Pentru mai multe detalii, vedeți Binitarianism.
Binitarianismul, care mărturisea existența a două persoane divine într-un singur Dumnezeu, în sec. II și III unii părinții bisericești se pare că l-au susținut, cert este că doar în sec. IV s-a afirmat această teologie prin patriarhul Constantinopolului: Macedonius. Această credință mai este numită și semi-arianism sau dualism.
Chiar dacă pe parcursul timpului această doctrină a trinității a fost impusă cu forța, au fost unii care au avut curajul să susțină un Dumnezeu ne-trinitarian, cu toate acestea, nu trebuie să ne închipuim că în toate cazurile aceștia au avut o imagine corectă și biblică 100% despre Adevăratul Dumnezeu, sau despre Isus Cristos, sau despre Spiritul Sfânt.

## Grupuri ne-trinitariene

### Biserici ariene
Pentru mai multe detalii, vedeți Arianism.
Întâlnim ultimele urme ale acestora în Constantinopole sub Împăratul Anastasius (491-518). După Theodosius, Arianismul a încetat să existe ca o forță organizată în teologie și în istoria bisericii; dar el a reapărut din timp în timp ca o opinie teologică izolată, în special în Anglia. Emlyn, Whiston, Whitby, Samuel Clarke, Lardner și alții, dar și Socinianienii și Unitarienii, au ținut sentimente Ariane; dar John Milton și Isaac Newton, deși au abordat viziunea Ariană asupra relației dintre Fiul și Tatăl, au fost diferiți față de Arianism în spirit și în țintă. Newton considera Sfânta Treime drept erezie papistașă care blasfemia contra primei porunci și drept o mare înșelare. Și-a ținut aceste opinii secrete deoarece ereticii erau de obicei linșați de mase, iar dacă ar fi ajuns pe mâna justiției ar fi primit o pedeapsă foarte grea, dar le-a scris cifrat în niște caiete.

#### Arianismul printre barbari
Legislația bisericii lui Theodosius a fost desigur limitată la Imperiul Roman. Dincolo de acesta, printre barbarii din vest, care au primit creștinismul în forma Arianismului, în timpul domniei Împăratului Valens, l-au menținut timp de încă două secole. 
Ostrogoții au rămas Ariani până în 553 d.H.; Vizigoții până la Sinodul din Toledo în 589 d.H.; Suevii în Spania până în 560 d.H.; Vandalii, care au cucerit Africa de Nord în 429, și i-au persecutat furios pe Catolici, până în 530 d.H., când au fost izgoniți de Belisarius; Burgundii, până la incorporarea lor în Imperiul Franc (în 534); Longobarzii în Italia, până la mijlocul secolului VII - lea d.H. Alaric, primul cuceritor al Romei, Genseric, cuceritorul Africii de Nord, Thedoric cel Mare, Împăratul Italiei, și eroul din Niebelungenlied, au fost Ariani; și prima traducere Teutonică a Scripturilor, din care au rămas fragmente importante, au provenit de la misionari Ariani sau Semi-Ariani - Ulfilas.
Astfel, biserici ariene au existat în sec. IV d.H.; ele au dispărut în secolele VI-VII d.H. datorită măsurilor politice și militare extreme. Însuși Constantin cel Mare a fost botezat de un episcop arian (Eusebiu de Nicomidia). 

##### Wulfila
Pentru mai multe detalii, vedeți Wulfila.
Idei ariene a împărtășit și episcopul Felix II de Roma, de asemenea Wulfila, cărturar capodociano-got, numit și apostolul goților, traducător al Bibliei în limba gotică. 
Wulfila sau Ulfila, a trăit în perioada 311 - 381 d.H. El știa trei limbi: limba goților, latina și greaca. Cum la Constantinopol pe vremea aceea se vorbea greaca, probabil că el a fost ca translator pentru goți. El a rămas la Constantinopol timp de zece ani. În acea perioadă, el a devenit creștin și a primit o bună educație. Contactul cu Eusebiu de Nicomidia, care ținea învățătura lui Arie, l-a făcut pe Ulfila să fie creștin arian. El a fost ordinat și instruit de către Eusebiu de Nicomidia, pentru a lucra ca misionar în rândurile goților. Teodoret, în cartea IV, 37, spune că Ulfila considera întreaga controversă ariană ca o chestiune indiferentă, care a fost ridicată de unii preoți ambițioși din plăcerea de dispută. În anul 341, Ulfila a fost consacrat ca episcop și misionar pentru goți. 
Filostorg spune că Ulfila până la vârsta de 30 ani a fost lector. 
Istoricul Socrate în cartea III, 24 și Sozomen în cartea VI, 37 afirmă că Ulfila a luat parte la Sinodul creștin din Constantinopol, ținut în anul 360 și că numele lui e subscris pe confesiunea ariană. 
În primii șapte ani, a lucrat ca misionar în Goția. El a predicat Evanghelia în limba goților, în limba greacă și în limba latină. În limba latină desigur vorbea populației din Dacia Traiană, subjugată de goți. 
Goții stăpâneau teritoriul din răsăritul și apusul Mării Negre, de la Don până la Carpați. Deci, părți din Ucraina, Basarabia, Moldova, Muntenia și Dobrogea. Ei erau mai multe triburi germanice. În anul 367, iscându-se o neînțelegere între Atanaric și Fridigern, Ulfila a fost trimis de Fridigern în fruntea unei delegații la Valens, care comanda trupele imperiului de răsărit ce se aflau în Tracia, cu rugămintea să-l ajute în lupta contra lui Atanaric. Acesta a acceptat și Atanaric a fost înfrânt. Trimiterea lui Ulfila în această delegație diplomatică ne dovedește stima de care se bucura în fața regelui și a poporului său. 
Socrate susține că drept recunoștință pentru ajutorul dat în luptă, Fridigern, care și el era creștin, probabil câștigat de Ulfila, a adoptat pentru ai lui creștinismul în forma ariană care era dominantă pe acea vreme în Imperiul Roman de Răsărit. Alții sunt de părere că arianismul a fost de timpuriu, căci aceasta e după Sinodul de la Constantinopol, unde Ulfila deja se declarase de partea lui Arie, ca și majoritatea participanților. 
Ulfila a fost un distins bărbat de acțiune. Spre a ajuta pe goți să devină creștini, el și-a dat seama că e nevoie să aibă Biblia în limba lor. Fiindcă cunoștea bine greaca și latina, el s-a hotărât să o traducă. Dar goții nu aveau alfabet, limbaj scris. Astfel că a trebuit să compună întâi alfabetul lor cu 24 litere, ca să poată exprima sunetele limbii teutonice a goților. Biblia lui Ulfila a fost prima carte scrisă în limba gotică. Ea e străbunica literaturii germane. „The Lion Encyclopedia of the Bible”, 1978, pagina 73, spune că o mare parte din textul tradus supraviețuiește în manuscrise, deși limba goților a murit de mult. 
Pentru a-și instrui și a-și înmulți adepții, spune istoricul Will Durant, el a tradus cu răbdare, din limba greacă în limba gotică, toată Biblia, exceptând cărțile Regilor (The Age of Faith). Astăzi, în afara unui fragment din cartea lui Neemia, singurele manuscrise din Biblia gotică ce mai există, conțin fragmente din Noul Testament.
Limba gotică nu era o limbă scrisă. Prin urmare, Wulfila s-a confruntat cu o mare dificultate în ce privește traducerea, fapt care i-a pretins o excepțională ingeniozitate. The New Encyclopædia Britannica face următoarea remarcă: „El a inventat o terminologie germanică creștină folosită și astăzi într-o oarecare măsură”.
În cei șapte ani de lucrare misionară în Goția, o mare parte din poporul got a devenit creștină. Auxențiu, biograful lui Ulfila spune că el i-a făcut creștini pe goți „în adevăratul înțeles al cuvântului”. Desigur că nu a fost ușor. Goții aveau o fire foarte războinică. De aceea, când a tradus Biblia, Filostorg ne spune în Istoria Bisericii II, 5, că Ulfila cu multă înțelepciune a evitat să traducă cele două cărți ale lui Samuel și ale Împăraților, căci se gândea că acestea ar putea reaprinde în ei spiritul bătăios. El a câștigat inima poporului pentru Cristos Domnul. Datorită lucrării sale intense și influenței ce o avea aproape ca a regilor, creștinismul s-a răspândit rapid în nordul Dunării, mai ales că o mare parte din populația băștinașă era deja creștină. Noua învățătură a afectat toate ramurile vieții goților. Istoricii spun că barbarii au început să cânte laudele Domnului. Chiar și prinții goți au devenit creștini. 
În anul 371 d.H., Atanaric a dezlănțuit o cruntă prigoană împotriva creștinilor. Mulți au fost martirizați. Atunci Ulfila cu Fridigern și poporul său au trecut Dunărea și s-au refugiat în imperiul roman, în Moesia inferioară. Vasile Pârvan în cartea sa „Contribuții epigrafice la Istoria creștinismului Daco-Roman”, București 1911, spune că împăratul Constanțius i-a primit bine, căci și el era creștin arian și le-a dat locuință în Munții Balcani. 
Timp de 30 de ani, Ulfila a lucrat în Moesia inferioară, la poalele lui Haemus. Istoricul Iornandes spune că activitatea lui Ulfila s-a întins până departe și asupra ostrogoților și a gepizilor. El a fost un mare misionar printre barbari și i-a adus la picioarele Domnului. 
Wulfila și-a terminat traducerea înainte de anul 381 d.H. și a murit după doi sau trei ani. Popularitatea de care s-a bucurat opera sa este confirmată de „The Encyclopedia Americana”, care afirmă că „traducerea a fost folosită, în general, de goții care au migrat în Spania și în Italia”. Într-adevăr, judecând după numărul fragmentelor care au supraviețuit, se pare că s-au realizat multe copii ale acestei Biblii gotice. Probabil că o parte din manuscrise au fost realizate în scriptoriul de la Ravenna și de la Verona, în regiunea unde goții își stabiliseră regatul lor. Scriptoriul era o încăpere în cadrul mănăstirilor unde erau scrise și copiate manuscrisele.
Goții și-au încetat existența ca națiune, în jurul anului 555 d.H., după ce împăratul bizantin Iustinian I cel Mare a recucerit Italia. Astfel răspândirea creștinismului la majoritatea triburilor germanice s-a făcut prin filieră ariană. Ulterior doar unele triburi germanice au îmbrățișat doctrina trinității, după cum se spune și V. L. Walter în Dicționarul Evanghelic Elwell: „Îndelunga bătălie cu Arianismul nu avea să se sfârșească încă, pentru că Ulfilas, vestitul misionar care a lucrat în triburile Germanice acceptase mărturisirea homoeană pronunțată la Constantinopol în 360. Ulfilas a propovăduit similaritățile Fiului cu Tatăl și totala subordonare a Duhului Sfânt [față de celelalte două persoane]. El i-a învățat pe vizigoții aflați la nord de Dunăre, iar ei au readus semi-Arianismul înapoi în Italia. Vandalii au fost învățați de preoți vizigoți iar în 409 aveau să poarte aceeași învățătură semi-Ariană până în Spania, traversând Pirineii. Abia spre sfârșitul celui de-al șaptelea secol a reușit ortodoxia să absoarbă Arianismul în cele din urmă.”
Astfel, nu este de mirare că celții, goții, valdenzii, bisericile armene și marea biserică din est, ca și alte adunări, au fost profund diferiți de papalitate în concepțiile sale metafizice ale Trinității. Ei nu au acceptat speculațiile extreme referitoare la Dumnezeire votate de primul Conciliu de la Niceea. Acest lucru este adevărat cu privire la majoritatea adunărilor evangheliste care au diferit de Biserica Romei.

##### Aetius din Antiohia
Aetius din Antiohia: Un viticultor, aurar și medic, devenit diacon apoi episcop, pe nume: Aetius din Antiohia (cca. 350 d.H.), a susținut în mod clar că doctrina conform căreia Fiul este de o ființă cu Tatăl, adică de aceeași natură, este în absolută contradicție cu afirmația Biblică că Fiul este născut din Tatăl, într-un moment al veșniciei trecute. Astfel Aetius a susținut că dacă Isus a fost născut din Tatăl, cândva, atunci El nu poate fi Dumnezeu, deoarece natura divină este ne-născută. Aetius, scria în una din epistolele sale: „cele deosebite după fire sunt numite diferit și invers, cele numite diferit sunt deosebite după fire”. În sprijinul afirmației sale, el invocă pe Apostolul Pavel care zice: „Unul este Dumnezeu și Tatăl, de la care sunt toate și Unul este Domnul Isus Cristos, prin care sunt toate” (vezi: 1Corinteni 8:6). Astfel, spune Aetius, raportul în care se află cuvintele între ele va fi și raportul dintre firile (naturile) desemnate de aceste cuvinte. Adică, expresiile ,,de la care” și ,,prin care” postulează, în același timp, deosebirea de natură și inegalitatea ce există între persoanele Sfintei Treimi, Tatăl având o natură deosebită și superioară de cea a Fiului.
Aetius atribuia lui Dumnezeu Tatăl ca privilegiu deosebit expresia ,,de la care”, adică desemnează pe Creator, Fiului expresia ,,prin care”, adică desemnează pe colaborator sau instrumentul. Adepții lui au fost numiți anomoieni.

### Biserici vechi orientale
În sec. al V-lea, Bisericile popoarelor armean, asirian, copt și alte câteva Biserici locale n-au primit deciziile dogmatice cu privire la natura lui Cristos, definită în Conciliul de la Efes (431) și cel din Calcedon (451) și astfel au rămas legate de nestorianism sau de monofizism au dat naștere acelor comunități creștine cunoscute astăzi cu numele de „Bisericile vechi orientale” sau „necalcedoneene”.  
Cei care au respins doctrina Trinității, au reacționat astfel pentru că aceasta a afectat multe alte doctrine, cum ar fi: închinarea, planul de salvare, etc. Oricum, ea (doctrina Trinității) a avut un atât de profund efect asupra altor doctrine referitoare la planul de mântuire și asupra actelor de închinare exterioare.

### Albigenzii
Pentru mai multe detalii, vedeți Catarism.
Albigenzii: au fost ne-trinitarieni. Ei au fost un grup care a înflorit în sudul Franței în secolele XII și XIII d.H. Teologia lor era una dualistă, în care se postula existenta a două principii egale, unul al răului, altul al binelui.

### Anabaptiștii
Pentru mai multe detalii, vedeți Anabaptism.
Anabaptiștii (din greacă, ανα (din nou) +βαπτιζω (a boteza), așadar, „rebotezători”, în germană Wiedertäufer) au fost creștinii Reformei radicale.
Termenul a fost introdus de criticii lor, care obiectau împotriva practicii rebotezării adulților care mai fuseseră botezați în copilărie. Pe de altă parte, anabaptiștii credeau că botezul copiilor nu este valid. Diferite grupări anabaptiste și conducători anabaptiști, din diferite timpuri, nu au crezut în trinitate. 

### Personalități antitrinitare din evul mediu

#### Spanioli
Juan Valdes, probabil ne-trinitarian, - 1541 d.H., emigrant ce trăia in Neapole, sudul Italiei, a format o adunare ce studia Biblia.

##### Miguel Servet
Pentru mai multe detalii, vedeți Miguel Servet.
Miguel Servet a văzut lumina zilei în 1511, în satul Villanueva de Sijena (Spania). De mic a fost un elev strălucit. Potrivit unui biograf, „la 14 ani, el știa deja greaca, latina și ebraica și avea cunoștințe vaste de filozofie, matematică și teologie”.
Când Servet era abia la vârsta adolescenței, Juan de Quintana, confesorul împăratului Spaniei, Carol al V-lea, l-a luat în slujba sa ca paj. În călătoriile pe care le făcea alături de Quintana, Servet a observat marile sciziuni din sânul religiei: Spania era o țară care îi trimitea în exil pe evrei și pe musulmani sau îi convertea cu forța la catolicism.
La 16 ani, Servet a început să studieze dreptul la Universitatea din Toulouse (Franța). Acolo a văzut pentru prima oară o Biblie completă. Cu toate că citirea Bibliei era interzisă cu desăvârșire, Servet a citit-o pe ascuns. După prima lectură, el a jurat că o va mai citi „de o mie de ori”. Se pare că Biblia pe care Servet a studiat-o la Toulouse era Biblia Complutensă Poliglotă. Astfel, el a putut citi Scripturile în limbile originare (ebraică și greacă), precum și în latină. Studiul Bibliei, dar și degradarea morală a clerului spaniol i-au zdruncinat încrederea în religia catolică.
Îndoielile privind religia catolică, s-au adâncit când a luat parte la încoronarea lui Carol al V-lea. Regele spaniol a fost încoronat împărat al Sfântului Imperiu Roman de Papa Clement al VII-lea. În timp ce Papa stătea pe tronul său mobil, împăratul a venit și i-a sărutat picioarele. Servet scria mai târziu: „Am văzut cu ochii mei cum papa a fost purtat pe umeri de prinți, cu toată pompa, și cum era elogiat de oamenii strânși pe străzi”. Servet a observat diferența izbitoare dintre fastul și extravaganța ceremoniei și simplitatea propovăduită în Evanghelii.
Servet a renunțat discret la slujba sa de pe lângă Quintana și a pornit singur în căutarea adevărului. El credea că mesajul lui Cristos nu era adresat teologilor sau filozofilor; ci, oamenilor de rând care trebuiau să-l înțeleagă și să țină cont de el în viață. Prin urmare, și-a propus să cerceteze textul biblic în limbile originare și să respingă orice învățătură care nu era în armonie cu Scripturile. Este interesant că în scrierile sale, cuvântul „adevăr” și derivatele acestuia sunt cele mai des folosite cuvinte.
Studiile istorice și biblice l-au dus la concluzia că în primele trei veacuri ale erei noastre, creștinătatea a devenit coruptă. Servet a înțeles că împăratul Constantin și succesorii săi au promovat învățături false, ceea ce a dus la adoptarea Trinității ca doctrină oficială. La 20 de ani, Servet și-a publicat cartea: De Trinitatis Erroribus (Erorile despre Trinitate), o lucrare care l-a făcut ținta preferată a Inchiziției.
Iată ce a scris el: „Biblia nu face referire la Trinitate. . . . Noi ajungem să-l cunoaștem pe Dumnezeu prin Cristos, nu prin conceptele filozofice cu care ne mândrim”. Atitudinea lui Servet a stârnit unele reacții favorabile. Reformatorul protestant Sebastian Franck a scris: „Spaniolul Servet spune în lucrarea sa că Dumnezeu este o singură persoană. Biserica Romano-Catolică susține că există trei persoane în una. Tind să-i dau dreptate spaniolului”. Cu toate acestea, nici Biserica Romano-Catolică, nici cea Protestantă nu l-a iertat vreodată pe Servet că a pus la îndoială Trinitatea, doctrina lor principală.
Studierea Bibliei l-a determinat pe Servet să respingă și alte doctrine bisericești. El considera că folosirea icoanelor în închinare nu este bazată pe Biblie. Prin urmare, la un an și jumătate de la publicarea lucrării De Trinitatis Erroribus, Servet li s-a adresat cu respect catolicilor și protestanților: „Nici nu aprob, nici nu resping în totalitate vreun grup religios. În opinia mea, cu toții au dreptate în anumite privințe, iar în altele greșesc. Cu toate acestea, fiecare vede greșelile celuilalt, dar nu și pe ale sale”. Servet era în căutarea adevărului.
Însă văzându-se obligat să fugă din calea prigonitorilor, Servet și-a schimbat numele în Villanovanus și s-a stabilit la Paris, unde și-a luat licența în artă și doctoratul în medicină. Interesul pentru științele exacte l-a determinat să facă disecții pentru a înțelege cum funcționează corpul omenesc. Servet a fost probabil primul european care a descris circulația sângelui în plămâni, despre care vorbește în cartea sa Christianismi Restitutio. Observațiile sale au apărut cu 75 de ani înainte ca William Harvey să descrie întregul sistem circulator.
Servet a publicat și o nouă ediție a Geografiei lui Ptolemeu. Cartea s-a dovedit un adevărat succes, unii numindu-l pe autor: părintele geografiei comparate și al etnografiei. Servet a scris și Syruporum universa ratio ad Galeni censuram diligenter expolita care prezenta un punct de vedere nou și echilibrat cu privire la un anumit tip de medicament. Bogăția de informații medicale din această carte a făcut din el un pionier în domeniul farmacologiei și în utilizarea vitaminelor. Ținând cont de experiența lui în numeroase domenii, un istoric l-a numit „una dintre cele mai luminate minți din istoria omenirii, care a îmbogățit cultura universală”.
Însă cine caută adevărul are și împotrivitori (Luca 21:15). Unul dintre nenumărații dușmani ai lui Servet a fost Jean Calvin, care a întemeiat un stat protestant în Geneva. Potrivit istoricului Will Durant: „guvernarea autoritară [a lui Calvin] nu avea la bază legea sau forța fizică, ci hotărârea și personalitatea sa puternică”. Calvin „respingea la fel de hotărât ca un papă ideea că oamenii au dreptul de a decide personal în ce să creadă”.
Servet și Calvin se întâlniseră probabil în tinerețe la Paris. De la bun început a existat antipatie între ei, Calvin devenind cel mai înverșunat dușman al lui Servet. Deși Calvin era unul dintre liderii Reformei, el a sfârșit prin a-l da pe Servet în mâinile Inchiziției Catolice. Servet a reușit cu greu să fugă din Franța, unde i s-a ars portretul. Dar a fost recunoscut și trimis în închisoare la Geneva, oraș de frontieră în care Calvin făcea legea.
Calvin l-a supus pe Servet unui tratament crud în închisoare. Cu toate acestea, la tribunal, în timpul discuțiilor cu Calvin, Servet s-a arătat dispus să-și schimbe concepțiile dacă împotrivitorul său îi aducea argumente biblice convingătoare. Dar Calvin nu a reușit. După proces, Servet și-a primit pedeapsa: a fost ars pe rug. De către protestanții.
Cu toate că își redusese la tăcere rivalul, Calvin și-a pierdut autoritatea morală. Executarea nedreaptă a lui Servet a stârnit mânia oamenilor de bună-credință din Europa și a constituit un argument important pentru partizanii libertății omului, care susțineau că nici un om nu trebuie să fie omorât din cauza convingerilor lui religioase. Ei erau din ce în ce mai hotărâți să continue lupta pentru libertatea religioasă.
Poetul italian Camillo Renato a protestat: „Nici Dumnezeu și nici spiritul său nu a încurajat un asemenea mod de acțiune. Cristos nu s-a purtat astfel cu cei care l-au renegat”. Iar umanistul francez Sébastien Chateillon a scris: „A ucide un om nu înseamnă a ocroti o doctrină, ci efectiv a ucide un om”. 
Privitor la efectul pe care l-a avut execuția lui Servet, în cartea Michael Servetus—Intellectual Giant, Humanist, and Martyr se spune: „Moartea lui Servet a fost punctul de cotitură în ideologia și în mentalitatea care se înrădăcinaseră începând cu veacul al patrulea”. Tot aici se mai afirmă: „Din perspectivă istorică, Servet a murit pentru ca libertatea conștiinței să devină un drept fundamental al tuturor oamenilor din societatea modernă”.
În 1908, a fost înălțat un monument în memoria lui Servet, în orașul francez Annemasse, aflat la circa cinci kilometri de locul în care s-a stins din viață. Pe o inscripție se poate citi: „Miguel Servet, . . . geograf, medic și fiziolog, merită recunoștință din partea lumii întregi pentru descoperirile sale științifice, pentru grija față de bolnavi și săraci și pentru hotărârea de a nu-și lăsa mintea și conștiința controlate de alții. . . . Era de neclintit în convingerile sale. Și-a dat viața pentru a apăra adevărul”. 
Miguel Servette, a fost condamnat la moarte și executat de către consiliul orășenesc din Geneva, Elveția - fieful reformatorului Jean Calvin pentru vina de a fi anabaptist (rebotezator) și antitrinitar. El era atașat unei adunări anabaptiste antitrinitare din Franța, era pacifist și milita pentru libertate de conștiință. Prin urmare, în Franța exista o mișcare antitrinitară printre anabaptiști. Miguel Servette a scris mai multe cărți contra trinității: On The Errors of the Trinity (anul 1531) și Dialogs On The Trinity (anul -1532). http://godglorified.com/michael_servetus.htm%5Bnefuncțională+–+%5D 
În lucrarea sa, Declarationis Iesu Christi Filii Dei, Servet a afirmat că doctrina Trinității este greu de înțeles și că Scripturile nu conțin „nici măcar un cuvânt” în sprijinul ei. În timp ce era în închisoare, Servet a scris în încheierea ultimei sale scrisori: „Miguel Servet, singur, dar având încredere în cea mai sigură ocrotire, cea oferită de Cristos”. 

#### Italieni
Bănuit a fi antitrinitar: Reformatorul romano-catolic Girolamo Savonarola, 1452 -1498, din Florența, Italia. Condamnat și ars ca eteric de către papa de la Roma de atunci.
Giuseppe Nagello, predicator antitrinitarian, din ramura anabaptiștilor hutteriți. Se știe despre o ramură a anabaptiștilor antitrinitarieni, care se ocupau cu olăritul, erau la origine italieni, care venind din Tirol prin via Krajna - Karinthia s-au stabilit în Ungaria de atunci, formând o colonie la Nagylevard (Velke Levare), alte colonii luând ființă în apropierea marginilor teritoriilor ocupate de turci, până la valea Morva. Ei erau refugiați din Faenza, denumiți fiind ca „nuovi-christiani” și „sectarius boccalari”.
Un cercetător pe nume Krisztinkovich Bela, bazându-se pe cercetările unui ceramist italian, pe nume Liverani, spune că mulți meșteșugari italieni au fost așezați în părțile de peste Dunăre și de nord ale Ungariei de atunci. Ei au adus cu ei formele din Faenza, îndeosebi formele decorative. El mai arată că dintre anabaptiștii italieni ce au emigrat în secolul XVII, unii care se ocupau cu olăritul au ajuns și în Transilvania, la Vințul de Jos, unul dintre ei, având numele de Giuseppe Nagello, fiind chiar un fruntaș al coloniei, și care lucra după forme italienești. 
Acest lucru îl confirmă și o cronică care se găsește la Biblioteca Batthany din Alba Iulia, care scrie despre un grup anabaptist care a venit în Transilvania pe la 1623, al cărui conducător era Joseph Nagelle și care a murit la 17 octombrie 1625, la Vincul de Jos. În cronica lui Jakob Werner stă scris despre venirea unui predicator nou, Joseph Nagels, care a venit din Moravia la Vințul de Jos, după moartea predicatorului Albrecht Seyl, care a murit pe data de 12 ianuarie 1623. El a trecut prin Cluj în drumul său spre Vințul de Jos și este denumit aici ca Joseph Negel. Este aproape sigur că numele italian Giuseppe Nagello a fost transcris in germană ca Joseph Nagelle, Joseph Nagels respectiv Joseph Negel.

#### Germani
Hans Denk, născut în 1495 în Bavaria, bun cunoscător al limbilor Bibliei și rector al unei universități în Nurenmerg, a negat doctrina Sfintei Treimi.
Se spune ca antitrinitarismul exista de pe timpul Reformei inițiate de Luther Martin, a început să se propage din Zurich, Elveția, cu începere de la 1525. Apoi, Martin Cellarius, 1499 - 1564, primul ucenic al lui Martin Luther, a scris cartea antitriniatiană în 1527, intitulată „Despre lucrările lui Dumnezeu”, în care susținea că Isus a fost divin doar în sensul în care toți suntem divini dacă avem Duhul Sfânt în noi.
Iar un altul pe nume: Matthias Vehe-Grilius, din Pfalz, 1545 - 1590, a murit în închisoare, a fost prigonit peste tot, este autorul cărții: „Mattanjah” -  Cunoștința lui Dumnezeu - 1578.
O ramură a anabaptiștilor condusă de pastorul Adam, care înainte a fost un preot german, dar care s-a alăturat în 1533 anabaptiștilor, ulterior ne mai crezând în trinitate el a fost exclus în 1547, și a creat o ramură separată a anabaptiștilor. Adepții lui Adam au fost numiți „Adamiți” de la numele păstorului.

#### Olandezi, belgieni
Johannes Campanus un flamand a publicat în 1531 o carte în care afirma că nu există decât două persoane divine, Tatăl și Fiul, că Fiul este inferior Tatălui și că Duhul Sfânt nu este decât o putere.
Roelof (Rudolph) Martens sau Martin, născut la Dorpen in Westphalia, a fost un preot catolic la Aschendorf, până la 1533 și s-a alăturat anabaptistilor. A respins trinitatea și a fost într-o miscare antitrinitariană.

#### Elvețieni
Conradin Bassen, care a negat divinitatea lui Hristos a fost decapitat în 1530 la Basel.

#### Greci
Jacobus Palaeologus, Kirilos Lucaris -Patriarhul Constantinopolului 

#### Unguri
Care nu au susținut trinitatea: David Ferenc, Eossi Andras, Válaszúti György, etc.

#### Ruși
Lev Tolstoi, autorul romanului „Război și pace”.

#### Polonezi
O mișcare reformată, așa-zisa Ecclesia minor, care a înflorit în Polonia timp de aproape o sută de ani în secolele al XVI-lea și al XVII-lea, a respins, de asemenea, Trinitatea, iar adepții acestei biserici au răspândit literatură în toată Europa, până când iezuiții au făcut ca aceștia să fie interziși în Polonia. 
În 1638, Parlamentul polonez a dat lovitura de grație acestei mici grupări religioase cunoscute drept și Frații Polonezi. Una dintre bisericile acestui grup, precum și o presă de tipărit au fost distruse, Universitatea din Raków a fost închisă, iar profesorii care predaseră aici au fost exilați. Douăzeci de ani mai târziu, Parlamentul a mers și mai departe. El a ordonat ca toți adepții acestei grupări, care număra, probabil, în jur de 10 000 de membri, să părăsească țara. Cum de a devenit situația atât de critică într-o țară care, la vremea aceea, era considerată una dintre cele mai tolerante din întreaga Europă? Ce făcuseră Frații Polonezi ca să fie tratați într-un mod atât de aspru?
TOTUL a pornit de la o sciziune produsă în cadrul Bisericii Calviniste Poloneze. Mărul discordiei l-a constituit doctrina Trinității. Conducătorii mișcării progresiste din cadrul bisericii respingeau doctrina considerând-o nescripturală. Acest lucru a mâniat conducerea bisericii și a determinat mișcarea progresistă să se desprindă de biserică.
Calviniștii îi numeau pe dizidenți arieni, dar adepții noii grupări preferau să-și spună creștini sau Frați Polonezi. Ei sunt cunoscuți și ca socinieni, după Lelio Sozzini, un italian influențat de Servetus și al cărui nepot Fausto Sozzini a plecat în Polonia, devenind un personaj-cheie în cadrul mișcării.
Pe vremea aceea, exista un nobil polonez pe nume Jan Sienieński care urmărea să ofere noii biserici ceea ce el numea „un loc liniștit și retras” propice progresului. Profitând de un privilegiu special acordat de regele Poloniei, Sienieński a fundat orașul Raków, care, mai târziu, a devenit centrul socinianismului din Polonia. Sienieński le-a acordat locuitorilor orașului Raków o serie de drepturi, inclusiv dreptul la libertatea de închinare.
Meșteșugari, medici, farmaciști, orășeni și nobili — aparținând cu toții unor confesiuni religioase diferite — au fost atrași spre noul oraș. Pe lângă aceștia, aici au venit în număr mare miniștri religioși din Polonia, Lituania, Transilvania, Franța și chiar din Anglia. Totuși nu toți nou-veniții împărtășeau convingerile religioase ale socinienilor, astfel că, pe parcursul următorilor trei ani, respectiv din 1569 până în 1572, Raków-ul a devenit scena unor interminabile dispute teologice. Care a fost rezultatul?
În mișcarea socinienilor s-a produs o sciziune între cei cu vederi radicale și cei cu vederi moderate. Și totuși, în pofida acestor deosebiri, convingerile lor comune aveau ceva distinct. Ei respingeau Trinitatea, nu acceptau botezul copiilor mici, nu purtau de obicei arme și, în general, nu dețineau funcții publice. În toate aceste aspecte, socinienii nu țineau seama de tradițiile religioase răspândite la acea vreme.
Atât clericii catolici, cât și cei calvini au declanșat o opoziție aprigă împotriva acestui grup, dar miniștrii socinieni au profitat de toleranța religioasă încurajată de regii polonezi Sigismund II Augustus și Ștefan Bathori pentru a-și răspândi convingerile.
Biblia tradusă de calviniști, larg răspândită la vremea aceea, nu satisfăcea necesitățile a numeroși cititori. Traducerea nu era făcută din limbile originale, ci din Vulgata latină și dintr-o traducere franceză contemporană. „Fidelitatea și acuratețea ideilor erau sacrificate de dragul unui stil frumos”, spune o autoritate în materie. Au fost introduse multe erori. De aceea, un erudit pe nume Szymon Budny a fost invitat să corecteze traducerea. El a constatat însă că i-ar fi fost mai ușor să facă o nouă traducere a Bibliei decât să o corecteze pe cea veche. Budny și-a început traducerea în jurul anului 1567.
Când traducea, Budny analiza cu minuțiozitate fiecare cuvânt, precum și variantele acestuia, așa cum nu o făcuse nimeni înaintea lui în Polonia. Când textul ebraic punea probleme, el indica în notele marginale traducerea literală. Ori de câte ori era necesar, el inventa cuvinte noi și încerca să redea textul într-o poloneză accesibilă și comună acelor vremuri. Scopul său era acela de a oferi cititorului o traducere biblică corectă și exactă.
Această traducere completă a Bibliei realizată de Budny a fost publicată în 1572. Însă editorii i-au falsificat traducerea Scripturilor grecești. Fără să se descurajeze, Budny s-a pus din nou pe treabă realizând în următorii doi ani o versiune revizuită a Bibliei. Remarcabila traducere a Scripturilor grecești efectuată de Budny era superioară traducerilor poloneze anterioare. Spre sfârșitul secolului al XVI-lea și în primele trei decenii ale secolului al XVII-lea, Raków-ul, această reședință a mișcării sociniene, a devenit un centru intelectual și religios. Aici mentorii și scriitorii Fraților Polonezi își publicau tratatele și lucrările.
Producția editorială a Fraților Polonezi a luat amploare în jurul anului 1600, o dată cu instalarea în Raków a unei prese de tipărit. Presa putea tipări în mai multe limbi atât mici tratate, cât și cărți voluminoase. Ca centru editorial, Raków-ul a început în scurtă vreme să rivalizeze cu cele mai renumite centre de acest gen din Europa. Se consideră că, în următorii 40 de ani, au fost tipărite cu ajutorul acestei prese nu mai puțin de 200 de publicații. O fabrică de hârtie din apropiere, aflată în proprietatea Fraților Polonezi, asigura hârtia de înaltă calitate necesară acestei literaturi.
Pe parcursul secolului al XVII-lea, se părea că mișcarea Fraților Polonezi avea să ia tot mai multă amploare. Dar nu s-a întâmplat așa. Zbigniew Ogonowski, de la Academia de Științe din Polonia, explică: „La sfârșitul celui de-al treilea deceniu al secolului al XVII-lea, situația arienilor din Polonia începuse vertiginos să se înrăutățească”. Acest lucru se datora atitudinii din ce în ce mai îndrăznețe a clerului catolic. Clerul s-a folosit de toate mijloacele posibile, inclusiv de calomnie și bârfă, pentru a-i discredita pe Frații Polonezi. Acest atac a fost înlesnit de schimbarea situației politice din Polonia. Sigismund III Vasa, noul rege al Poloniei, era un dușman al Fraților Polonezi. Succesorii săi, îndeosebi Jan II Cazimir Vasa, au sprijinit și ei Biserica Catolică în efortul de înfrângere a Fraților Polonezi.
Conflictul a atins punctul culminant odată cu profanarea așa-zis intenționată a unei cruci de către câțiva studenți din Raków. Acest incident a constituit pretextul necesar distrugerii capitalei Fraților Polonezi. Proprietarul Universității din Raków a fost acuzat în fața Parlamentului că „răspândea nelegiuirea” prin faptul că sponsoriza Universitatea din Raków și presa de tipărit. Frații Polonezi au fost acuzați de activitate subversivă, de angajare în orgii și de ducerea unui mod de viață imoral. Parlamentul a hotărât închiderea Universității din Raków și distrugerea presei și a bisericii care aparțineau Fraților Polonezi. Credincioșilor li s-a ordonat să părăsească orașul, iar profesorii de la Universitate au fost alungați din țară sub amenințarea pedepsei cu moartea. Unii dintre Frații Polonezi s-au mutat în regiuni mai sigure, cum ar fi Silezia și Slovacia.
În 1658, Parlamentul a hotărât ca, în decurs de trei ani, Frații Polonezi să-și vândă proprietățile și să părăsească țara. Mai târziu, acest termen a fost redus la doi ani. Oricine avea să continue să le împărtășească convingerile după acea dată urma să fie executat.
Câțiva socinieni s-au stabilit în Olanda, unde și-au continuat activitatea de tipărire. În Transilvania a existat o adunare a Fraților Polonezi până la începutul secolului al XVIII-lea. La întruniri, care se țineau chiar și de trei ori pe săptămână, ei cântau psalmi, ascultau predici și citeau dintr-un catehism ce fusese întocmit pentru a le explica învățăturile. Pentru a se păstra puritatea congregației, coreligionarii erau corectați, sfătuiți și, dacă era necesar, excluși. În cele din urmă frații polonezi au fost risipiți în toată Europa, fiindu-le din ce în ce mai greu să se mențină uniți. Cu timpul, această mișcare a dispărut.

#### Englezi
Adam Klarke a fost ne-trinitarian. De fapt, în Anglia a funcționat mișcarea unitariană în sec. XVII, și a influențat gândirea unora, chiar și pe Sir Isac Newton (1643-1727), părintele fizicii moderne. Newton a scris unele lucrări teologice, pe care nu le-a publicat în timpul vieții sale de teamă, printre altele a făcut o critică textuală la pasaje din Biblie corupte, cum ar fi interpolarea din 1Ioan 5:7, și interpolarea cuvântului: „Dumnezeu”, din 1 Timotei 3:16.
Tot în Anglia, William Whiston, un matematician, prieten al lui Newton și-a pierdut catedra de la universitate din cauza ideilor antitrinitariene. El credea în Dumnezeirea lui Isus, dar susținea că numai lui Dumnezeu Tatăl trebuie să ne închinăm. Samuel Clark, un alt cleric, prieten al lui Whiston, susținea idei ariene, de subordonare a Fiului față de Tatăl, spunând că Fiul nu trebuie să primească închinare de Dumnezeu; ci, de Mijlocitor.

##### William Whiston
William Whiston s-a născut în 1667, ca fiu al unui pastor al Bisericii Anglicane. După ce a fost ordinat în 1693, s-a întors la Universitatea Cambridge pentru a studia matematica și a devenit asistentul lui Newton. Între ei s-a legat o strânsă prietenie. Circa trei ani mai târziu, când a renunțat la postul de profesor de matematică, Newton s-a îngrijit ca în locul său să fie numit Whiston. Urmându-și cariera, Whiston a ținut lecții de astronomie și matematică, dar influența lui Newton l-a îndemnat și să manifeste mai mult interes față de cronologia și doctrina Bibliei.
Newton era un om religios. Ca unul care credea cu ne-strămutare în Mileniul biblic, el a scris pe larg despre profețiile din Daniel și Apocalipsa. Totuși, aproape nici una dintre aceste scrieri nu a fost publicată în timpul vieții sale. El a respins doctrina Trinității. Dar când a sosit momentul să-și publice dovezile împotriva Trinității, „Newton a bătut în retragere, de teamă ca nu cumva concepțiile sale antitrinitariene să fie cunoscute”, remarcă The New Encyclopædia Britannica. Iată ce spune în acest sens F. E. Manuel în lucrarea sa Isaac Newton, Historian (Isaac Newton, istoricul): „Newtonienii sau și-au ținut secrete opiniile, sau și-au stăvilit entuziasmul . . . Ceea ce Newton ținea secret, Whiston striga în gura mare”. Așadar, cei doi oameni erau caractere opuse. Astfel William Whiston și-a exprimat dezacordul față de Biserica Anglicană în ce privește învățăturile Bibliei. Drept urmare, el a fost declarat eretic. Atitudinea sa i-a adus, astfel, batjocuri, dar și respect. William Whiston a fost un strălucit coleg al lui Sir Isaac Newton la Universitatea Cambridge. Dacă veți consulta ediția în engleză a scrierilor istoricului evreu Flavius Josephus, din secolul I, probabil că veți citi traducerea efectuată de Whiston în 1736. Deși există și alte traduceri, această traducere erudită, împreună cu notele și comentariile lui Whiston, este încă ne-egalată, iar exemplare tipărite ale ei sunt încă disponibile. Mulți consideră această lucrare apogeul realizărilor lui Whiston.
Însă nu trebuie trecută cu vederea Primitive New Testament, traducerea Scripturilor grecești creștine realizată de Whiston. Ea a fost publicată în 1745, respectiv în al 78-lea an al vieții sale. Whiston a tradus cele patru evanghelii și Faptele apostolilor după Codex Bezae, scrisorile lui Pavel după Clermont Codex, iar celelalte cărți, inclusiv Apocalipsa, după manuscrisul din Alexandria. Lucrând atent, el nu a inclus fragmentul din 1Ioan 5:7. Whiston a ales aceste trei manuscrise grecești din antichitate, considerându-le drept cele mai bune la data aceea.
Motivația evidentă a lucrărilor lui Whiston a fost iubirea sa pentru Biblie, el a susținut cu tărie „concepția tradiționalistă potrivit căreia Biblia este singura sursă infailibilă a istoriei antice”. 
În iulie 1708, Whiston a scris atât arhiepiscopului de Canterbury, cât și celui de York, îndemnându-i să schimbe doctrina Bisericii Anglicane din cauza învățăturii false despre Trinitate, așa cum era aceasta prezentată în Crezul lui Atanasie. Bineînțeles că el a fost sfătuit să fie prevăzător. Totuși, Whiston a persistat. „Am studiat aceste probleme în profunzime, a spus el, și sunt cu desăvârșire convins că Biserica Creștină le-a prezentat de mult timp, folosind o înșelătorie crasă; dar, cu binecuvântarea lui Dumnezeu, și dacă îmi va sta în putere, ea nu va mai înșela.”
Newton se temea că Whiston își va pierde poziția pe care o avea în societate și în învățământ, însă acesta din urmă era nepăsător. După ce și-a cristalizat convingerile antitrinitariene, el a scris un pamflet în care și-a prezentat concepțiile. Dar, în august 1708, Universitatea Cambridge a refuzat să-i acorde dreptul de a tipări acest material, care era considerat neortodox.
În 1710 Whiston a fost acuzat că preda o doctrină contrară credinței Bisericii Anglicane. El a fost găsit vinovat, destituit din funcția de profesor și alungat din Cambridge. Însă, în pofida procesului care i s-a intentat și care a durat aproape încă cinci ani, Whiston nu a fost niciodată condamnat pentru erezie. El a părăsit Biserica Anglicană în 1747.
Deși concepțiile lui antitrinitariene erau apropiate de cele ale lui Whiston, Newton nu s-a ridicat în apărarea prietenului său, doar în 1754, cercetările biblice în care Newton demasca Trinitatea au fost în sfârșit publicate — la 27 de ani de la moartea sa. Dar acestea nu-i mai puteau fi de nici un folos lui Whiston, care murise cu doi ani înainte. Înainte de a muri, Whiston și-a pus toată energia în slujba scrisului, cea mai importantă lucrare a sa până la data aceea fiind „Primitive Christianity Revived”, în patru volume, Pentru William Whiston, adevărul nu admitea compromisuri, iar convingerile personale erau mai prețioase decât laudele din partea oamenilor. Whiston a fost un erudit onest și un apărător neînfricat al Bibliei, pe care o considera Cuvântul lui Dumnezeu. 
În Scoția un elev de numai 18 ani, pe nume: Thomas Aikenhead, a fost spânzurat pentru că a susținut păreri contra doctrinei trinității (1697).

#### Americani
în America opoziția față de doctrina trinității prin mediile deiste a fost foarte puternică. Somități ca Benjamin Franklin (1706-1790); Thomas Paine (m. 1809); Thomas Jefferson (m. 1826); James Madison (m. 1836), nu au susținut trinitatea.
Biserica Unitariană (din latină „unus”, unul singur) a apărut în contextul reformei protestante ca o critică la dogma trinitară (credința în Sfânta Treime) s-a născut mișcarea unitariană. De aceea adepții acestei religii sunt cunoscuți și ca anti-trinitarieni.
Reforma Protestantă
Pentru mai multe detalii, vedeți Reforma Protestantă.
O învățătură a Bisericii Catolice mult timp controversată a fost Trinitatea: concepția că Dumnezeu este alcătuit din trei persoane. De fapt, istoricul Earl Morse Wilbur a explicat că „în evul mediu [Trinitatea] a fost subiectul multor polemici între teologii catolici, inclusiv între papi”. Însă oamenii de rând, de la care se aștepta să accepte orbește asemenea doctrine drept „taine sfinte”, rareori aveau cunoștință de aceste polemici.
Totuși, în secolul al XVI-lea, în dorința de a elucida aceste taine, unii au ales să acționeze contrar tradiției și să cerceteze Scripturile. Deviza lor era sola Scriptura (numai Scriptura). Cei ce au contestat doctrina Trinității — dintre care unii au fost numiți ulterior unitarieni, pentru că se opuneau trinitarienilor — au devenit obiectul persecuțiilor aprige din partea catolicilor și a protestanților deopotrivă. Ei își tipăreau sub pseudonim scrierile, citite pe scară largă, și se ascundeau pentru a scăpa de persecuție. Antitrinitarienii erau, totodată, în linia întâi în lupta pentru toleranță. Unii, cum ar fi teologul spaniol Miguel Servet, au plătit chiar cu viața pentru convingerile lor.

#### Transilvăneni
În loc să poarte războaie religioase sau să-i persecute pe nonconformiști, un principat a adoptat o modalitate cu totul diferită de a rezolva lucrurile. Acesta a fost Transilvania, pe atunci un principat autonom, care actualmente face parte din România. 
Istoricul maghiar Katalin Péter a explicat că regina-mamă Isabella a Transilvaniei „a făcut tot posibilul să nu se implice în conflicte religioase, luându-și rolul de apărătoare a tuturor confesiunilor”. Între 1544 și 1574, Parlamentul Transilvaniei, numit Dietă, a emis 22 de legi care garantau libertatea religioasă.
De exemplu, după întrunirea Dietei la Turda în 1557, regina, susținută de fiul ei, a emis un decret potrivit căruia „fiecare persoană [poate] să aibă orice credință religioasă dorește, cu ritualuri vechi sau noi, și să și-o aleagă după cum consideră de cuviință, cu condiția să nu facă nimănui vreun rău”. Această lege a fost numită „prima lege care garantează libertatea religioasă într-o țară”. În Transilvania, toleranța religioasă a ajuns la apogeu sub domnia lui Sigismund al II-lea, fiul reginei Isabella, în 1559.
O altă figură importantă în mișcarea antitrinitariană din Transilvania a fost medicul italian Georgio Biandrata. Îndoielile lui asupra Trinității au apărut, după cât se pare, în perioada petrecută în Italia și Elveția, unde se refugiaseră numeroși antitrinitarieni. După ce s-a restabilit în Polonia, Biandrata a contribuit din plin la promovarea Bisericii Minore, cunoscute ulterior sub numele de „Frații Polonezi“. În 1563, el a devenit medicul și consilierul lui Sigismund și s-a mutat în Transilvania.
Un alt învățat din Transilvania care a contestat Trinitatea a fost Francisc David, superintendent al Bisericii Reformate și propovăduitor la curte. Iată ce a scris el cu privire la complicatele învățături despre Trinitate: „Dacă aceste lucruri sunt necesare pentru salvare, atunci e cât se poate de sigur că nici un biet țăran creștin nu va fi salvat, pentru că el nu le va putea înțelege niciodată”. David și Biandrata au publicat împreună o carte ce conținea câteva dintre scrierile lui Servet, carte pe care i-au dedicat-o lui Sigismund.
Controversa asupra Trinității a început să ia proporții, ceea ce a făcut necesară o dezbatere publică a acestui subiect. În armonie cu principiul sola Scriptura, Biandrata susținea că la aceste dezbateri trebuia folosit numai un limbaj biblic, nu filozofic. După o dezbatere neconclusivă ținută în 1566, Sigismund le-a dat anti-trinitarienilor o presă de tipărit ca să-și răspândească ideile.
Biandrata și David s-au apucat energic de treabă, editând cartea intitulată „De falsa et vera unius Dei Patris, Filii, et Spiritus Sancti cognitione” (Falsa și adevărata înțelegere a unității dintre Dumnezeu-Tatăl, Fiul și Spiritul Sfânt). Cartea includea o prezentare a celor ce de-a lungul timpului au refuzat să creadă în Trinitate. Unul dintre capitole conținea ilustrații care ridiculizau în mod clar felul cum era înfățișată Trinitatea în lucrările de artă din diverse biserici. Împotrivitorii au rămas șocați, spunând că reprezentările erau scandaloase. Astfel, ei au încercat să distrugă toate copiile. Controversata publicație a făcut multă vâlvă. Prin urmare, Sigismund a programat o a doua dezbatere.
Dezbaterea a început în data de 3 martie 1568, la ora cinci dimineața. A fost ținută în latină și a durat zece zile. Tabăra trinitariană a fost condusă de Peter Melius, capul Bisericii Reformate din Transilvania. El și susținătorii Trinității s-au folosit de crezuri, de învățăturile Părinților Bisericii, de teologia ortodoxă și de Biblie. David s-a folosit numai de Biblie. El i-a identificat pe Tatăl drept Dumnezeu, pe Fiul drept inferior Tatălui, iar Spiritul Sfânt drept puterea lui Dumnezeu. Profund interesat de chestiunile religioase, Sigismund a luat parte la dezbatere, considerând că dialogul era modalitatea optimă de a scoate la lumină adevărul. Prezența lui a asigurat o discuție liberă și deschisă, chiar dacă a fost, într-o anumită măsură, aprinsă.
Dezbaterea a fost considerată drept o victorie pentru antitrinitarieni. David a fost primit ca erou în orașul său natal, Cluj-Napoca. Se spune că, atunci când a intrat în oraș, el s-a urcat pe o piatră mare la colțul unei străzi și a vorbit despre convingerile lui cu atâta patos, încât i-a determinat pe toți să-i accepte învățăturile.
Dezbaterile anterioare fuseseră ținute în latină, o limbă înțeleasă numai de învățați. Totuși David voia să le transmită mesajul său și celorlalți oameni. De aceea, cu aprobarea lui Sigismund, următoarea dezbatere a fost ținută în maghiară la Oradea în data de 20 octombrie 1569. Și de această dată, Sigismund a acționat ca moderator între cele două tabere.
Trinitarianul Peter Melius a declarat că, într-o viziune pe care o avusese cu o noapte înainte, Domnul îi revelase adevărata Sa natură. Sigismund a spus: „Pastore Peter, dacă abia noaptea trecută ai aflat cine este Fiul lui Dumnezeu, mă întreb ce predicai înainte? Cu siguranță că până noaptea trecută îi înșelai pe oameni!” Când Melius l-a atacat verbal pe David, Sigismund l-a mustrat, amintindu-le trinitarienilor că „credința este darul lui Dumnezeu”, iar „conștiința nu poate fi constrânsă”. Într-un discurs ținut la încheierea dezbaterii, Sigismund a spus: „Vrem ca în țara noastră să fie libertate de conștiință”.
După dezbatere, Sigismund și majoritatea curtenilor au fost câștigați de tabăra unitariană. În 1571, a fost emis un decret regal prin care se garanta recunoașterea legală a Bisericii Unitariene. Transilvania era singurul stat în care unitarienii erau pe picior de egalitate cu catolicii, cu luteranii și cu calviniștii. De aceea, Sigismund este cunoscut drept singurul principe care a acceptat credința antitrinitariană. Din nefericire, la scurtă vreme, în timpul unei partide de vânătoare la care au luat parte și David și Biandrata, principele, în vârstă de numai 30 de ani, a fost rănit, ceea ce i-a cauzat moartea, survenită la câteva luni după aceea.
Succesorul său, catolicul Ștefan Báthory, a reconfirmat decretul pe baza căruia religiile recunoscute erau protejate, indicând însă că nu va tolera nici o altă schimbare. La început, Ștefan Báthory a spus că era conducătorul poporului, nu conștiința acestuia. Dar, la puțin timp după aceea, el a impus restricții tipăririi cărților, un mijloc important de răspândire a credinței. David și-a pierdut funcția, iar ceilalți unitarieni au fost îndepărtați de la curte și din funcțiile publice.
Lui David a fost emis un ordin prin care i s-a interzis să mai predice. În pofida acestei interdicții, David a ținut două predici în duminica următoare. El a fost arestat, acuzat de „abatere” religioasă și condamnat la închisoare pe viață. În 1579 a murit în temnița regală. 

### Mișcări antitrinitariene în sec XVIII
În secolul XVIII, Unitarianismul devenise important în America, ca o reacție la rigiditatea Calvinismului din bisericile Congregaționaliste din Noua Anglie. John Calvin, teolog francez, a influențat foarte mult congregaționalismul, presbiterianismul și alte curente protestante. În secolul XVIII, Unitarianismul a avut doi lideri mari, Jonathan Mayhew și Charles Chauncey, ambii implicați în reorientarea colegiului Harvard de la trinitarism la Unitarianism.
Alt lider important, William Ellery Channing, numit „Apostolul Unitarianismului”, a murit în anul 1842. El a fost un cleric, purtător de cuvânt al protestanților din Noua Anglie, revoltați împotriva doctrinelor calviniste despre predestinare și corupția omului. Într-o predica din anul 1819 Channing a stabilit doctrinele de baza ale Unitarianismului. Aceasta a condus la formarea Asociației Unitariene Americane, în anul 1825. Exista câteva grupări în sânul Unitarianismului. Astăzi aceste grupări sunt unite, prin legături slabe, în Asociația Universalistă Unitariana (formata în anul 1961).

### Mișcări antitrinitariene în sec XIX
Christian Connexion, o rețea de congregații creștine independente din America (1808), o variantă provincială de unitarianism combinată cu puternice trăsături evanghelice. Crezul fundamental al acestei mișcări implică o viziune raționalistă, anti-credală, reducționistă a doctrinei creștine. „Nu avem alt crez decât Biblia”. Suspiciune pentru tot ce nu poate fi explicat rațional. Testul doctrinar era: se conformează oare cu citirea cea mai evidentă și literală a Bibliei? Joshua Himes, James White și Joseph Bates erau membri ai acestei mișcări când s-au alăturat mișcării adventiste.
Henry Grew, un pastor baptist american (exclus de baptiști în 1811 pentru ceea ce ei au numit „vederi și purtări excentrice”), atent cercetător biblic și mare polemist, a început să susțină antitrinitarianismul. În 1824, el a tratat pe larg acest subiect în cartea An Examination of the Divine Testimony Concerning the Character of the Son of God (O examinare a mărturiei divine privind persoana Fiului lui Dumnezeu).
A publicat și reeditat în 1824, 1841, 1850, 1855. Învățăturile lui au convins pe pastorii milleriți Charles Fitch și George Storrs, dintre care, ultimul a influențat puternic grupurile adventiste de după 1844. 
Mișcarea adventistă (millerită) apărută în acest timp, era predominant trinitariană, unii dintre adventiști proveneau însă din confesiuni antitrinitariene. Întrucât însă prioritatea mișcării nu consta în rezolvarea diferențelor doctrinare, adventiștii nu au făcut din aceste diferențe un motiv de dispută. După 1844, unele ramuri millerite au împrumutat opinii antitrinitariene, preluate din surse (literare sau personale) de esență unitariană (H. Grew, G. Storrs, The Christian Connection etc.).
G. Storrs și J. T. Walsh a fondat în 1848 Life and Advent Union (org. 1863). Aceștia au fost adventiști duminicaliști, care au renunțat la doctrina trinității. Scrierile lui Storrs au avut o mare influență printre adventiști. În 1964, mișcarea lui Storrs s-a unit cu Asociația Advent-Creștină, formând Biserica Advent-Creștină.
Advent-Creștinii, ramură millerită care s-a „specializat” în refacerea calculelor pentru timpul revenirii lui Iisus (1854, 1874 etc.), fondată de J. Cummings (m. 1867) și Ch. F. Hudson (1881). Advent-Creștinii au preluat de la Storrs doctrina antitrinitarianismul. Între timp, însă au devenit foarte toleranți cu trinitarianismul.
Biserica lui Dumnezeu de Credință Abraamică, organizată în 1921 prin fuziunea dintre Biserica lui Dumnezeu în Christos Isus (1888) și alte grupări millerite datând din anii 1800. Sub influența lui Joseph Marsh, teoreticianul curentului, mișcarea susține antitrinitarianismul. Nu numai ramurile duminicaliste ale adventismului, dar și ramurile sabatariene au fost în general înclinate spre antitrinitarianism.
Pionierii Adventiștii:
Chiar dacă la început mișcarea adventistă (millerită) era predominant trinitariană, însă după 1844, influențați de opiniile antitrinitariene ale lui: H. Grew, G. Storrs, și The Christian Connection, mișcarea adventă a devenit antitrinitariană.
În secolul 19, pionierii adventiști nu au susținut trinitatea, ei au fost antitrinitarieni ca și familia White au fost și a murit antitrinitarieni, și chiar fiul lui E. White, respectiv William White, a fost antitrinitarian până la moarte. El a rămas adânc întristat când a aflat că încă în timpul vieții lui în biserica a fost strecurata aceasta erezie de proveniență catolica și la origine păgână, adusa din Babilon, care la rândul lui o avea de pe vremea sumerienilor care aveau unul din zeii importanți, un zeu cu trei capete.
Următorii liderii și pionierii ai mișcării advente au fost antitrinitarieni: James White: 1821-1881; Joseph H. Waggoner, Joseph Bates: W.W. Presscott, Merritt Cornell Alonzo T. Jones, A.J.Dennis, John Matteson Uriah Smith: 1832-1903, J.N.Andrews, R.F. Cottrell, J.S. Washburn J.N.Loughborough, S.N. Haskell, E.J.Waggoner, M.C. Wilcox, G  G.W.Amadon, J.M.Stephenson, Ellen G. White: 1827-1915.
Concepția lor despre Dumnezeu este considerată a fi semi-ariană, probabil pionierii adventiști au fost cei mai aproape de adevăr ca grupare în sec. XIX, în ce privește: Dumnezeu Tatăl, Fiul și Duhul Sfânt, ei cu toate că au combătut trinitate, au acordat onoare Domnului Isus într-un mod Biblic, cu toate că unii dintre ei nu au înțeles timpul nașterii Fiului din Tatăl, sensul în care Isus are viața în Sine (Ioan 5:26), și sensul în care locuiește în El plinătatea lui Dumnezeu (Coloseni 2:9), însă în general ei au fost pe făgașul biblic al adevărului. Observați câteva exemple de concepții ale lor:
Joseph Waggoner (1863, 1868, 1884), tatăl doctorului E. J. Waggoner, a publicat opinii pur ariene până la moarte (1886). 
J. M. Stephenson, un „convertit” al lui J. Waggoner, un predicator a reușit să disemineze larg antitrinitarianismul printre AZS, prin scrierile lui, care susțineau doctrinele lui Henry Grew. După Stephenson, Christos a fost creat cândva în veșnicia trecută, în sensul că este „singurul născut.” El este nemuritor, divin și Fiu prexistent al lui Dumnezeu. La întrupare, divinitatea Lui nu S-a îmbrăcat cu umanitatea, ci a schimbat divinitatea cu natura umană, Isus rămânând Fiu al lui Dumnezeu. El nu Și-a pierdut identitatea personală prin această trecere, comentează el la Ioan 1:14, ci însăși natura divină a fost transformată în natură umană. 
Pentru Merrit E. Cornell (Facts for the Times, 1858:76), doctrina Trinității era un rod al marii apostazii.
J. Loughborough a afirmat (RH 5 Nov 1861) că doctrina Trinității este contrară bunului simț, contrară Scripturii și de origine păgână, fabuloasă.
Uriah Smith (1865), în faimosul său comentariu la Apocalipsa explica, după traducerea KJV la Ap 3:14 („the beginning of the creation of God”) că Christos este „prima ființă creată”. Și Smith a înțeles bine logica traducerii clasice (făcută de trinitarieni!). Vorbind despre Spiritul Sfânt (RH, 28 octombrie 1890; GCB 1891:146), Îl numea: „acea emanație divină, misterioasă, prin care ei [Tatăl și Fiul] Își duc la îndeplinirea lucrarea măreață și infinită”; „o influență divină”, „nu o persoană, asemenea Tatălui și Fiului”. Mai târziu, în 1898, Smith a publicat vederi mai moderate, semiariene, admițând că Christos este de aceeași natură cu Tatăl, născut nu făcut, dar respingând personalitatea Spiritului Sfânt. Uriah Smith a influențat probabil cel mai mult rezistența antitrinitariană în adventismul sabatarian prin ideile exprimate în Comentariul său clasic.
Charles W. Stone (1886), la început arian, și-a îndulcit, de asemenea, vederile spre semiarianism, asemenea lui Smith. 
Joseph Bates (Autobiography,1868), care provenea dintr-o confesiune antitrinitariană, afirma, de asemenea, că Trinitatea este o doctrină nebiblică.
R. F. Cottrell (RH 6 Iul 1869), dădea glas unei prejudecăți istorice, când afirma că susținerea doctrinei Trinității nu este rea intenție, ci o dovadă a „îmbătării cu vinul Babilonului”, știind că „pe baza acestei doctrine a fost înălțată Papalitatea”.
J. N. Andrews (RH, 7 sept. 1869: 84), mai moderat, afirma: „Fiul lui Dumnezeu ... Îl are ca Tată pe Dumnezeu, având, într-un anumit punct din veșnicia trecută, un început al zilelor”.
Până în 1942, în cadrul mișcării adventiste nu a fost introdus oficial crezul în doctrina trinității. 
Spre o mai buna documentare asupra subiectului trinității va recomand pagina de internet www.laodicea.ro
O pagina susținută de fostul director (și pastor adventist) al editurii adventiste: „Viață și sănătate” din București. El a plecat din mișcarea adventistă datorită doctrinei false a trinității.
Cât și site-ul: 
http://wald.heim.at/schwarzwald/520974/sanatate_001.htm Arhivat în 25 iunie 2009, la Wayback Machine.
Unde sunt câteva articole antitrinitariene și chiar cartea „Criza Omega”, care descrie problema doctrinei trinității în mișcarea adventistă. Aceste site-uri reprezinte grupuri actuale desprinse din adventism care nu cred în trinitate.
Alte grupări antitrinitariene au fost:
Frații lui Cristos (1865) grupuri răzlețe de orientare antitrinitariană.
Studenții în Biblie și Martorii lui Iehova:
În anul 1869, Charles T. Russell, în timp ce mergea pe Federal Steet, a auzit un cântec religios de la subsol, a intrat într-o sala adventistă, unde era păstor Jonas Wendell, iar credința șovăielnică a lui Russell a fost restabilită datorită convingerii căpătate că scrierile Bibliei sunt legate între ele.
Colaborând cu Jonas Wendell, mai târziu și cu George Storrs și cu alții, C.T. Russell, a primit unele învățături, printre care și cea antitrinitariană. 
În 1879 a început să publice o revistă intitulată: „Zion’s Watch Tower and Herald of Christ’s Presence”, iar ulterior a înființat grupe de studenți în Biblie. 
În 1931, studenții în Biblie au devenit Martorii lui Iehova. Ei au deviat într-o anumită măsură de la doctrina lui Russell, pe care acesta a preluat-o în mare măsură de la adventiști. 
Din păcate, anumite explicații ale acestora despre Tatăl, Fiul, sau despre Spiritul Sfânt sunt deficitare. Ei nu au înțeles latura imanentă a lui Dumnezeu Tatăl (adică că Dumnezeu este prezent în creație, și prin unirea cu alte creaturi și acestea devin prin unire: Yahweh), iar Fiul nu este onorat în măsura în care o cere Scriptura, iar Spiritul Sfânt este diminuată înțelegerea despre el, deoarece ei cred că este doar o forță activă, iar rolul lui este diminuat. Ei susțin că Fiul a fost creat din nimic în broșura: „Spiritul Sfânt — forță dindărătul noii ordini viitoare” (1977), la p. 11-20: „Acest „întîi–născut“, acest „Unic Fiu născut“, a fost primul și ultimul, pe care Dumnezeu l–a creat singur și nemijlocit, din nimic.”
În general doctrina despre Dumnezeu a lui Russell, reflecta credința pionierilor adventiști, El a înțeles însă, mai bine rolul lui Isus, și că acesta trebuie onorat, existau multe cântări adresate lui Isus, și se și rugau Lui, în contrast cu cântările și rugăciunile pe care le fac Martorii lui Iehova în prezent. 
Totuși nici Russell nu a înțeles pe deplin adevărul, aplicând greșit expresia: „singurul care are nemurirea” (1Timotei 6:15, 16), la Isus Cristos. 
Vezi: http://www.thestudiesinthescriptures.com/Pages/Romanian/Rom%20V5/Rom%20Vol%205%20Ch%202.htm
Iar ulterior, studenții Bibliei, în cartea „Taina Împlinită” susțin că Isus este Dumnezeu Atotputernic, și că aplica în mod greșit pasajul din Apocalipsa 1:8 la Isus.
În ce privește Spiritul Sfânt, Ruseell credea că este o putere, este spiritul unei persoane, și nu o persoană, observați ce spunea el în VOLUMUL V Studii în Scripturi: „În lumina Scripturilor putem înțelege că Spiritul sfânt înseamnă: a) Puterea lui Dumnezeu exercitată în oricare fel, dar întotdeauna în conformitate cu liniile dreptății și iubirii, și ca atare întotdeauna o putere sfântă. b) Această putere poate fi o energie de viață, o putere creatoare fizică, sau o putere de gândire, care creează și inspiră gânduri și cuvinte, sau o putere însuflețitoare sau dătătoare de viață, așa cum s-a manifestat în învierea Domnului nostru și care se va manifesta iarăși în învierea Bisericii, corpul Său. c) Puterea sau influența de concepere sau de transformare a cunoștinței Adevărului. În acest aspect ea este numită „Duhul Adevărului”. Dumnezeu Își conduce cursul conform adevărului și dreptății; de aceea Cuvântul lui Dumnezeu, descoperirea cursului Său, este numit Adevăr — „Cuvântul tău este adevărul”. În mod asemănător, despre toți cei care vin sub influența planului lui Dumnezeu de Adevăr și dreptate, se spune în mod potrivit că sunt sub influența Spiritului sau dispoziției Adevărului; sunt în mod potrivit descriși ca fiind concepuți de Adevăr spre înnoirea vieții.” 
Iar tot în Vol. V dar în Capitolul XI.:  „Spiritul sfânt nu este o persoană, ci mai degrabă este Spiritul unei persoane sau ființe, Spiritul Domnului, influența Sa, puterea Sa, și în acest sens al cuvântului este El Însuși, reprezentantul întregii Sale înțelepciuni, maiestăți, puteri și iubiri.” Iar în cartea Taina Împlinită p.72 [scrisă post mortem Russell]: „Noi susținem că persoana Spiritului Sfânt este Tatăl și Fiul și purcede de la amândoi.” 
Martorii lui Iehova învață în prezent, că Spiritul Sfânt este doar o forța activă a lui Dumnezeu, dar nu și puterea latentă (inactivă) din Dumnezeu (Treziți-vă! din 1999; 8/1 p.26,27). 

### Mișcări antitrinitariene în sec XX
interwiki en:Nontrinitarianism
Pe parcursul sec. XX au mai apărut și alte mișcări antitrinitariene.